# Маккаферти, Уильям Дэниел
Дэн Маккаферти (англ. Dan McCafferty, полное имя Уильям Дэниел Маккаферти (англ. William Daniel McCafferty); 14 октября 1946, Данфермлин, Файф — 8 ноября 2022) — британский рок-вокалист и автор песен. Известен как основатель и лидер рок-группы Nazareth.

## Биография
Родился в Данфермлине, где окончил школу Святой Маргариты (англ. St. Margaret's School). Уже в юном возрасте играл на волынке. В 1965 году Маккаферти, учившийся в это время на инженера, присоединился к кавер-группе The Shadettes (основанной ритм-гитаристом и впоследствии бас-гитаристом Питом Эгнью в 1961 году и к 1965 году включавшей также барабанщика Дэрела Свита), заняв место покинувшего группу вокалиста Деса Холдейна. К 1970 году группа превратилась в квартет, включавший также гитариста Мэни Чарлтона и барабанщика Дэрела Свита, и концу этого года сменила название на Nazareth. К этому времени Маккаферти, как и все участники группы, уже имел собственную семью, а летом 1971 года бросил основную работу в Инверкитинге, став профессиональным музыкантом.
В 1975 году, на волне популярности «Nazareth» в США, Маккаферти записывает сольный альбом, который получил название Dan McCafferty, продюсером альбома был Роджер Гловер — бас-гитарист группы Deep Purple. В 1987 году вышел его второй сольный альбом Into the Ring.
В конце 1970-х — начале 1980-х годах он вместе с остальными участниками группы временно жил на острове Мэн и в Ирландии (в качестве «беженца» от налогов, установленных лейбористским правительством), откуда посылал деньги своей семье в Данфермлин.
В августе 2013 года Дэн Маккаферти покинул «Nazareth» по состоянию здоровья (эмфизема лёгких), но всё же смог записать вместе с группой альбом Rock ‘n’ Roll Telephone. Как заявил он сам по этому поводу: «Пойти в студию и спеть — это не то же самое, что давать концерты. Я всегда могу записать ещё один альбом, но каждый раз выходить на сцену, проводить там по 1 часу 45 минут и брать с людей деньги за то, что они пришли на меня посмотреть, — этого я не могу».
21 июня 2019 года Маккафферти выпустил новое музыкальное видео под названием «Tell Me». 18 октября 2019 года вышел его третий и последний сольный альбом Last Testament (Завещание).
Маккафферти был с 1969 года женат на Мэри Энн Маккаферти (род. 1949) и имел двоих сыновей — Дерека (род. 1971) и Колина (род. 1980). 
Скончался 8 ноября 2022 года на 77-м году жизни (страдал хронической обструктивной болезнью легких).
В декабре 2023 года лейбл Rock Of Angels Records выпустил посмертный сборник вокалиста Дэна Маккаферти «No Turning Back — In Memory Of Dan McCafferty», на котором представлены три ранее неиздававшихся песни музыканта «Occident», «No Turning Back» и «Children’s Eyes». Первые две записаны в конце 1990-х, когда Маккаферти работал с композитором и продюсером Кристофом Буссе. «Children’s Eyes» сочинена Дэном в соавторстве с продюсером Детлефом Видеке. В качестве бонусов в сборник включены две кавер-версии хитов Nazareth «Love Hurts» и «Dream On», которые спел грек Панос Калифис, обладатель голоса, очень похожего на Маккафферти.

## Дискография

### Nazareth
См. Nazareth#Дискография

### Сольная
- 1975 — Dan McCafferty
- 1987 — Into the Ring
- 2019 — Last Testament
- 2023 — No Turning Back

### Синглы
- «Out of Time» (1975) # 41 UK
- «Watcha Gonna Do About It» (1975)
- «Stay With Me Baby» (1978)
- «The Honky Tonk Downstairs» (1978)
- «Starry Eyes» (1987)
- «Tell Me» (2019)